# Eldar Qasımov
Eldar Qasımov, występujący też jako Ell (ur. 4 czerwca 1989 w Baku) – azerski piosenkarz popowy. Zwycięzca 56. Konkursu Piosenki Eurowizji (2011).

## Życiorys
Jako dziecko brał udział w kilku koncertach w różnych miastach w Azerbejdżanie i w Rosji. W latach 2001–2005 odbywał szkolenia zawodowe w dziedzinie muzyki i uczył się grać na fortepianie. Jest absolwentem Uniwersytetu Słowiańskiego w Baku na kierunku stosunków międzynarodowych i geografii regionalnej, a w 2010 zaczął studiować stosunki międzynarodowe na tejże uczelni. Komunikuje się biegle po niemiecku.

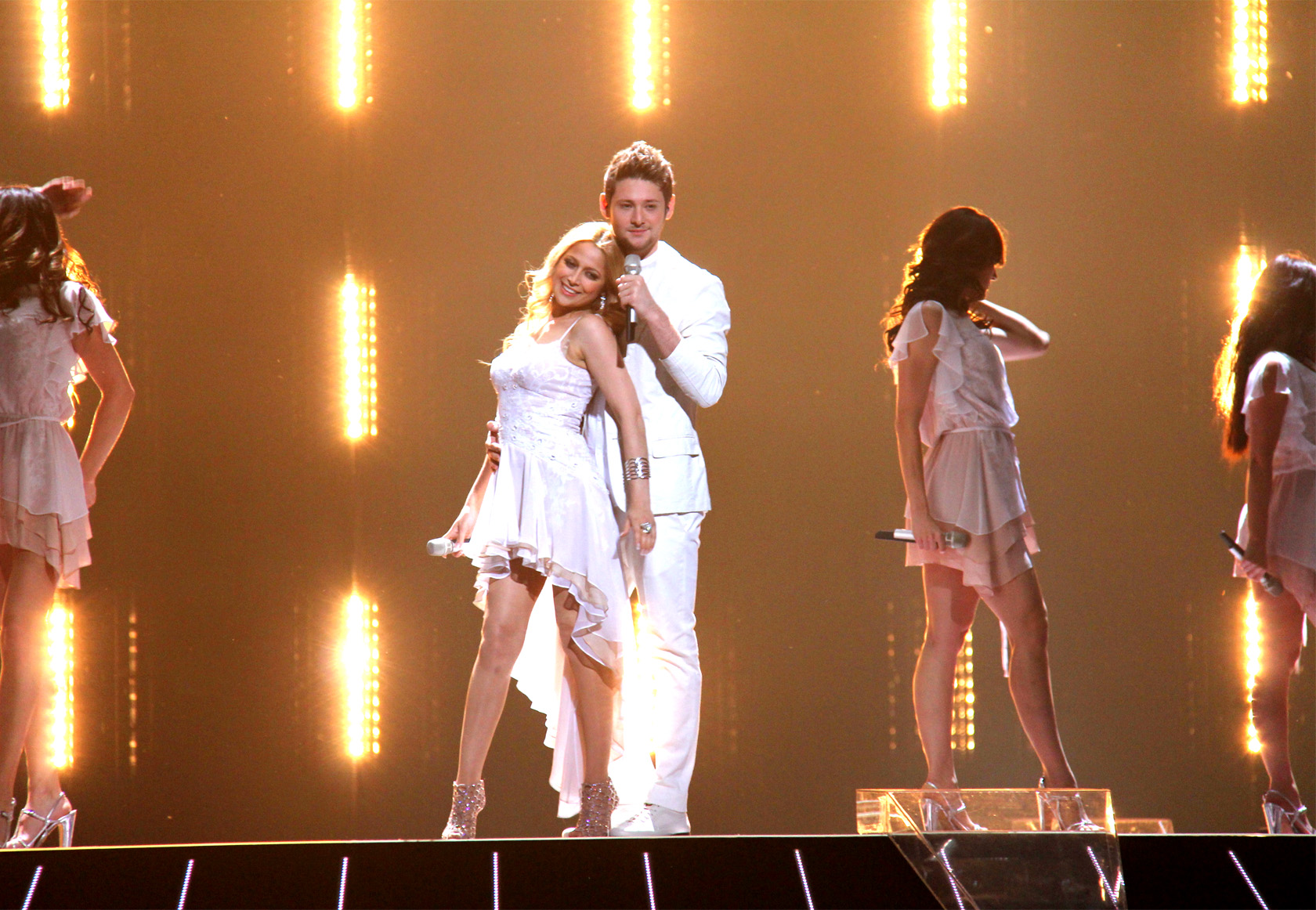
Ell i Nikki podczas występu w 56. Konkursie Piosenki Eurowizji w Düsseldorfie, maj 2011

W grudniu 2010 został ogłoszony uczestnikiem programu Milli seçim turu 2011, wyłaniającego reprezentanta Azerbejdżanu w 56. Konkursie Piosenki Eurowizji organizowanego w Düsseldorfie. Pomyślnie przeszedł do finału, w którym zwyciężył (wraz z Nigar Camal), zostając reprezentantami kraju w konkursie. Ich konkursową piosenką był utwór „Running Scared”, z którym 14 maja zwyciężyli w finale Eurowizji 2011, zdobywszy 221 punktów. Po finale azerska poczta wydała znaczek pocztowy z wizerunkiem duetu. Po wygraniu odbyli trasę promocyjną po Europie, latem uczestniczyli w koncercie Hity Na Czasie organizowanym w Inowrocławiu.
W styczniu 2012 wydał singiel „Birlikdə nəhayət” i był jednym z jurorów w duńskich eliminacjach do 57. Konkursu Piosenki Eurowizji. W maju współprowadził 57. Konkurs Piosenki Eurowizji organizowany w Baku, ponadto wystąpił jako gość muzyczny konkursu. 17 lipca wydał singiel „I’m Free”. W 2013 wydał kolejne dwa single, „Heartbreaker” i „The One”. W 2014 wydał single „Onu sən de” i „Ice and Fire”, który nagrał ze Złatą Ogniewicz. Utwór premierowo zaprezentowali podczas finału ukraińskich eliminacji do 12. Konkursu Piosenki Eurowizji dla Dzieci 2014.
19 lutego 2022 wraz z Nikki wystąpił jako gość muzyczny w programie Tu bije serce Europy! Wybieramy hit na Eurowizję!.

## Dyskografia

### Single
| Rok                                                      | Tytuł                                   | Najwyższe pozycje na listach | Najwyższe pozycje na listach | Najwyższe pozycje na listach | Najwyższe pozycje na listach | Najwyższe pozycje na listach | Najwyższe pozycje na listach | Najwyższe pozycje na listach | Najwyższe pozycje na listach | Album |
| Rok                                                      | Tytuł                                   | AUT                          | BEL                          | GER                          | IRE                          | NL                           | SVK                          | SWI                          | UK                           | Album |
| -------------------------------------------------------- | --------------------------------------- | ---------------------------- | ---------------------------- | ---------------------------- | ---------------------------- | ---------------------------- | ---------------------------- | ---------------------------- | ---------------------------- | ----- |
| 2011                                                     | „Running Scared” (i Nigar Camal)        | 22                           | 37                           | 33                           | 41                           | 59                           | 50                           | 11                           | 61                           | –     |
| 2012                                                     | „Birlikdə nəhayət” („At Last Together”) | –                            | –                            | –                            | –                            | –                            | –                            | –                            | –                            | –     |
| 2012                                                     | „I’m Free”                              | –                            | –                            | –                            | –                            | –                            | –                            | –                            | –                            | –     |
| 2013                                                     | „Heartbreaker”                          | –                            | –                            | –                            | –                            | –                            | –                            | –                            | –                            | –     |
| 2013                                                     | „The One”                               | –                            | –                            | –                            | –                            | –                            | –                            | –                            | –                            | –     |
| 2014                                                     | „Onu sən de”                            | –                            | –                            | –                            | –                            | –                            | –                            | –                            | –                            | –     |
| 2014                                                     | „Ice and Fire” (i Złata Ogniewicz)      | –                            | –                            | –                            | –                            | –                            | –                            | –                            | –                            | –     |
| „–” oznacza, że singel nie był notowany na danej liście. |                                         |                              |                              |                              |                              |                              |                              |                              |                              |       |